# 马来西亚国内贸易及生活费部
马来西亚国内贸易及生活成本部（中文简称“内贸部”，马来文简称“KPDN”）是马来西亚主管国内贸易、消費主義、加盟連鎖、公司、知识财产、经济竞争力、货品管制、价格管制、層壓式推銷、消费者保护和商人的联邦政府部门，总部位于布城联邦行政中心。2023年7月23日，由于原部長沙拉胡丁阿育死亡而出现部长一职悬空的情况，直到2023年12月12日由代部长拿督阿米占·阿里替任部长。

## 历史
国内贸易及消费人事务部于1990年10月27日成立。该部的目标是促进发展可行、有竞争力和可持续的国内经济的发展，特别是在分销贸易区块。2009年，该部的职责和职能扩大到涵盖特许经营和合作社，并随之改称为“马来西亚国内贸易、合作社及消费人事务部”，2018年希望联盟组成政府后改回原名。2023年安华内阁成立后，国内贸易及消费人事务部更名为现名。

## 组织结构
马来西亚国内贸易及消费人事务部的组织结构为：
- 部长：阿米占·阿里
  - 副部长：傅芝雅·沙烈
  - 秘书长：Dato' Seri Mohd Sayuthi bin Bakar
    - 副秘书长（国内贸易）：Datuk Roziah binti Abudin
      - 执法处
      - 分销贸易及商业司
        - 直接销售发展处
        - 分销贸易及服务业秘书处
        - 商业发展处

      - 生活成本事务及研究司
        - 生活成本行动理事会（NACCOL）
        - 国家物价处
        - 经济及策略数据分析处

      - 统制品及补贴司
        - 石油管制处
        - 补贴及供应处

      - 竞争上诉仲裁庭

    - 副秘书长（消费者权益）：Dato' Zakaria bin Shaaban
      - 消费者仲裁庭
      - 消费者政策及研究处
      - 消费主义复兴处
      - 消费主义标准处

    - 秘书长直属
      - 法律处
      - 策略规划政策及国际处
      - 廉政科
      - 管理服务及财务处
      - 人力资源管理处
      - 信息管理处
      - 组织通讯科
      - 内部审计处
      - 会计处

以及在13个州和2个联邦直辖区的15个州分部。

### 联邦附属法定机构
1. 马来西亚公司委员会（SSM）
2. 马来西亚竞争委员会（MyCC）
3. 马来西亚知识产权局（MyIPO）

## 主要法令
以下为国内贸易及消费人事务部负责的数项关键法令：
- 1972年磅秤及测量法令 [第71条文]
- 1961年统制品法令 [第122条文]
- 1974年石油发展法令 [第144条文]
- 1967年分期贷款法令 [第212条文]
- 1984年石油（安全防护措施）法令 [第302条文]
- 1984年专属经济区法令 [第311条文]
- 1993年直销及反金字塔计划法令 [第500条文]
- 1998年特许经营法令 [第590条文]
- 1999年消费者保护法令 [第599条文]
- 2000年光碟法令 [第606条文]
- 2006年电子商务法令 [第658条文]
- 2011年价格控制及反暴利法令 [第723条文
- 2011年商品说明法令 [第730条文]

马来西亚公司委员会
- 1971年跳蚤集钱（禁止）法令 [第28条文]
- 1965年公司法令 [第125条文]
- 1956年商业注册法令 1956] [第197条文]
- 2001年马来西亚公司委员会 [第614条文]
- 2003年浮罗交怡国际帆船登记法令 [第630条文]
- 2012年有限责任合伙法令 [第743条文]

马来西亚知识产权局
- 1976年商标法令 [第175条文]
- 1983年专利权法令 [第291条文]
- 1987年版权法令 [第332条文]
- 1996年工业品外观设计法令 [第552条文]
- 2000年集成电路布局设计法令 [第601条文]
- 2000年地理标志法令 [第602条文]
- 2002年马来西亚知识产权局法 [第617条文]

马来西亚合作社学院
- 1968年合作社学院（成立）法令 [第437条文]

马来西亚合作社委员会
- 1993年合作社法令 [第502条文]
- 2007年马来西亚合作社委员会法令 [第665条文]

马来西亚人民银行
- 1978年马来西亚人民合作银行有限公司（特别规定）法令 [第202条文]

马来西亚竞争委员会
- 2010年竞争法令 [第712条文]
- 2010年竞争委员会法令 [第713条文]

## 政府优先政策
事务部的优先政策有：
- 国家知识产权政策
- 公平贸易惯例政策
- 国家消费者政策
- 国家合作社政策

## 计划
- 一个马来西亚精明消费者[7]
- 购买马来西亚制造产品
- 一个马来西亚一个价钱
- 贸消部之友
- 反暴利活动
- 一个马来西亚商店[8]
- 一个马来西亚人民菜单
- 在超级市场推销中小型工业区企业家产品活动
- 2022大马一家促销活动（PJM）
- 大馬一家頂價計劃